# Vicoforte
Vicoforte es una comune italiana situada en la provincia de Cúneo, en Piamonte. Tiene una población estimada, a fines de mayo de 2022, de 3175 habitantes.

## Evolución demográfica
| Gráfica de evolución demográfica de Vicoforte entre 1861 y 2022 |
|                                                                 |
| Fuente: ISTAT - Elaboración gráfica de Wikipedia                |